# Polotitlán
Polotitlán è un comune del Messico, situato nello stato di Messico.